# 日本泉酒造
日本泉酒造株式会社（にほんいずみしゅぞう）は、岐阜県岐阜市加納清水町に本社を置く日本酒の醸造会社である。

## 概要
全国的にも珍しく地下に酒蔵をもつ。温度が安定した地下酒蔵の特性を活かし三季醸造を行っている。このため、通年でできたての生酒（ふなくちとりシリーズ）や岐阜ゆかりの戦国武将を銘柄に用いた織田信長・濃姫・豊臣秀吉・凍結酒フローズンなどを製造・販売している。
本社は岐阜駅南口にあり、1階が売店、地下1階が酒蔵になっている。申し込めば酒蔵の見学が可能。

## 沿革
- 江戸末期、美濃国厚見郡茶屋新田（現・岐阜市茶屋新田）にて創業。
- 1877年（明治10年） 現在地の岐阜市加納清水町に設立（創業年はこの年となっている）。
- 1945年（昭和20年） 岐阜空襲にて全焼。
- 1950年（昭和25年） 新工場設立。
- 2002年（平成14年） 岐阜市の再開発に伴い新社屋設立。

## 商品
吟醸生酒
- ふなくちとりシリーズ
  - ふなくちとり 純米大吟醸原酒
  - ふなくちとり 大吟醸原酒
  - ふなくちとり 純米吟醸原酒
  - ふなくちとり 吟醸原酒
  - ふなくちとり 吟醸にごり原酒
  - ささにごり　織田信長

火入れ酒
- しぼりたて吟醸　織田信長
- 吟醸　ブレンド　織田信長ブルーボトル
- 吟醸　ブレンド　濃姫　ブルーボトル
- カップ酒　織田信長
- カップ酒　濃姫
- 本醸造　織田信長
- 本醸造　濃姫
- 純米吟醸　豊臣秀吉

凍結酒
- 純米吟醸フローズン